# حروب العرائس
حروب العرائس (بالإنجليزية: Bride Wars)‏ هو فيلم كوميدي تم إنتاجه في الولايات المتحدة سنة 2009.

## بطولة
- كيت هدسون
- آن هاثاواي
- كانديس بيرغن
- كريستين جونستون

## الميزانية والإيرادات
بلغت تكلفة إنتاج الفيلم حوالي 30 مليون دولار بينما حقق أرباحا تقدر بـ 115,049,554 دولار.

## روابط خارجية
- حروب العرائس على موقع IMDb (الإنجليزية)
- حروب العرائس على موقع ميتاكريتيك (الإنجليزية)
- حروب العرائس على موقع روتن توميتوز (الإنجليزية)
- حروب العرائس على موقع نتفليكس (الإنجليزية)
- حروب العرائس على موقع قاعدة بيانات الأفلام العربية
- حروب العرائس على موقع ألو سيني (الفرنسية)
- حروب العرائس على موقع Turner Classic Movies (الإنجليزية)
- حروب العرائس على موقع أول موفي (الإنجليزية)
- حروب العرائس على موقع بوكس أوفيس موجو (الإنجليزية)
- حروب العرائس على موقع فيلمافينيتي (الإسبانية)